# فرودگاه ریانپورتر
 فرودگاه ریانپورتر  (به انگلیسی: Riyan Airport) یک فرودگاه همگانی با کد یاتا RIY است . این فرودگاه در شهر مکلا کشور یمن قرار دارد و در ارتفاع ۱۶ متری از سطح دریا واقع شده است.